# La Sirène marocaine

La Sirène marocaine (Fischer fischt Frau) est un téléfilm allemand réalisé par Lars Jessen en 2011.

## Synopsis
Hein, un pêcheur de crevettes sur la Frise orientale, ne s'entend plus avec sa femme Rieke. Celle-ci a pris la décision de le quitter. Hein peut compter sur le soutien de son collègue Matze, qui veut l'aider à trouver une nouvelle compagne. Lors de son séjour à Tanger au Maroc, Hein fait la connaissance de Mona, une décortiqueuse de crevettes marocaine. Après avoir passé un moment à discuter et à sympathiser, Hein lui propose de venir chez lui pendant quelque temps pour faire des essais. Mona le rejoint en Allemagne quelques semaines plus tard. 

## Fiche technique
- Titre original : Fischer fischt Frau
- Titre français : La Sirène marocaine
- Réalisation : Lars Jessen
- Scénario : Daniel Speck
- Musique : Stefan Wulff et Hinrich Dageför
- Image : Kay Gauditz
- Montage : Sebastian Schultz
- Production : Kerstin Schmidbauer
- Sociétés de production : Constantin Television, ZDF, Arte
- Pays d'origine :  Allemagne
- Langue originale : Allemand
- Genre : Comédie romantique
- Durée : 1h29 minutes
- Date de diffusion : 5 août 2011 sur Arte

## Distribution
- Peter Heinrich Brix (VF : Richard Andrieux) : Hein
- Sanâa Alaoui (VF : Elle-même) : Mona
- Anna Loos (VF : Catherine Javaloyès) : Rieke
- Bjarne Mädel (VF : Maxime Pacaud) : Matze
- Petra Kelling : La mère de Hein
- Nele Mueller-Stöfen : Antje
- Gert Schaefer : Reiners